# Banca nazionale della Cambogia
La banca nazionale della Cambogia è la banca centrale dello stato asiatico della Cambogia.
È responsabile della politica monetaria nazionale, della regolazione delle banche e degli istituti finanziari e del controllo della valuta nazionale, il riel cambogiano.
La Banca Nazionale della Cambogia (NBC), la banca centrale del paese, è l'autorità monetaria e di supervisione della Cambogia. La missione della NBC è determinare e dirigere la politica monetaria con l'obiettivo di mantenere la stabilità dei prezzi, al fine di facilitare lo sviluppo economico nel quadro della politica economica e finanziaria del regno. La NBC svolge questo compito in consultazione con il Governo Reale e tenendo conto del quadro della politica economica e finanziaria del regno. In qualità di autorità monetaria, la NBC è l'unico emittente del riel khmer, la valuta nazionale. In tal modo, contribuisce al mantenimento della stabilità monetaria.
In qualità di autorità di supervisione, la NBC ha il potere di concedere e revocare licenze, regolamentare e supervisionare le banche e le istituzioni finanziarie in Cambogia. Inoltre, la NBC svolge regolarmente analisi economiche e monetarie, pubblica varie relazioni, supervisiona i sistemi di pagamento nazionali, elabora la bilancia dei pagamenti e partecipa alla gestione dei crediti del debito estero.
La Banca Nazionale della Cambogia ha una storia ricca e complessa, che può essere suddivisa in quattro periodi distinti.
1954-1964: La Cambogia ottenne l'indipendenza dal protettorato francese nel 1953 e venne fondata la Banca Nazionale della Cambogia. La NBC acquisì l'autonomia per stampare il riel come valuta nazionale e per gestire il sistema bancario del paese.
1975-1979: La Banca Nazionale della Cambogia fu chiusa a causa del regime dei Khmer Rossi. L'edificio fu distrutto, il sistema bancario crollò e l'uso delle banconote in riel cambogiano fu eliminato.
1979-1993: Ricostruzione della Banca Nazionale della Cambogia da zero e reintroduzione del riel cambogiano in circolazione. Transizione da un'economia pianificata centralmente a un'economia di mercato libero.
1993 - Presente: Il sistema bancario è stato gradualmente rafforzato e modernizzato, rendendo la Cambogia una delle economie in più rapida crescita al mondo.